# Lijst van voetbalinterlands Aruba - Saint Vincent en de Grenadines (vrouwen)
Deze lijst van voetbalinterlands is een overzicht van alle officiële voetbalinterlands tussen de nationale vrouwenteams van Aruba en Saint Vincent en de Grenadines. De landen hebben tot nu toe één keer tegen elkaar gespeeld.

## Wedstrijden
| № | Plaats       | Datum       | Competitie                      | Wedstrijd                              | Uitslag |
| - | ------------ | ----------- | ------------------------------- | -------------------------------------- | ------- |
| 1 | Saint John's | 23 mei 2014 | Caribbean Cup 2014 kwalificatie | Saint Vincent en de Grenadines − Aruba | 2 − 0   |

## Samenvatting
| Competitie                 | Totaal gespeeld | Winst Aruba | Gelijk | Winst Saint Vincent en de Grenadines | Doelsaldo Aruba – Saint Vincent en de Grenadines |
| -------------------------- | --------------- | ----------- | ------ | ------------------------------------ | ------------------------------------------------ |
| Caribbean Cup kwalificatie | 1               | 0           | 0      | 1                                    | 0 − 2                                            |
| Totaal                     | 1               | 0           | 0      | 1                                    | 0 − 2                                            |